# Vampire: The Masquerade - Coteries of New York
Vampire: The Masquerade - Coteries of New York (ou simplement Coteries of New York) est un jeu d'aventure textuelle développé et édité par le studio polonais Draw Distance le 11 décembre 2019 sur Linux, Mac, PC (Windows). Il est attendu le 24 mars 2020 sur Nintendo Switch. Il se déroule dans le Monde des ténèbres de White Wolf Publishing, et est basé plus précisément sur le jeu de rôle Vampire : La Mascarade Des extensions rajoutant des histoires indépendantes sont également prévues après la sortie du jeu.
Coteries of New York met en scène un des trois vampires débutants de trois clans de vampires différents de la Camarilla, chacun pouvant utiliser différentes capacités vampiriques et interagissant de différentes manières avec les membres de leurs groupes. L'intrigue décrit la lutte entre deux sectes vampiriques et divergent dans des directions différentes en fonction des choix du joueur.
Le jeu est conçu par Krzysztof Zięba, qui est également l'un des scénaristes. Il s'appuie le livre New York by Night, supplément publié en 2001 pour le jeu Vampire : La Mascarade, comme source d'inspiration et de référence principale pour les personnages et la trame. Il est également influencé dans son travail par les œuvres de Telltale Games et leur utilisation des dilemmes moraux. L'équipe choisit de ne pas incorporer certains des mécanismes du jeu de table, dans l'optique de se concentrer sur l'essentiel nécessaire au récit de l'histoire.

## Système de jeu
Vampire: The Masquerade - Coteries of New York est un jeu d'aventure textuelle uniquement en anglais en solo qui se déroule à New York, dans l'univers du Monde des ténèbres,,,. L'histoire se concentre sur les luttes entre deux sectes de vampires, la Camarilla et les rebelles Anarchs, et suit un vampire appartenant à l'un des trois clans de la Camarilla,. Le choix du clan détermine les capacités vampiriques (disciplines) que le joueur peut utiliser et affecte l'éthique et les dialogues de son personnage, ainsi que la réaction des membres du groupe du joueur (coterie),. En plus de la quête principale, le joueur a accès à des quêtes secondaires et des quêtes de fidélité. Cette dernière induit la mise en place de liens avec les personnages de sa coterie. En fonction des choix du joueur, le récit se divise en différentes fins.

## Développement
Coteries of New York est développé et publié par le studio polonais Draw Distance. Il est basé sur la cinquième édition du jeu de rôle Vampire : La Mascarade,. Les développeurs coopèrent avec Modiphius Entertainment, qui s'occupe de la création de contenu pour le jeu de table, afin de s'assurer qu'il soit cohérent avec le canon et l'histoire de Vampire : La Mascarade. L'intrigue de Coteries of New York va justement intégrer le canon officiel du jeu. Toutefois, le jeu est également conçu dans l'optique de répondre à l'attente de nouveaux joueurs. Malgré ce respect de la franchise, le jeu s'inspire des travaux du studio de développement Telltale Games et son utilisation de dilemmes moraux dans leurs jeux,.
Le jeu est annoncé en juin 2019 par le biais d'une bande-annonce et sort le 11 décembre 2019 sur Linux, Mac, PC (Windows) et Nintendo Switch,,. Des extensions rajoutant des histoires indépendantes sont également prévues après la sortie du jeu. Draw Distance signale que le jeu pourrait être porté sur d'autres plates-formes comme PlayStation 4 et Xbox One, bien que rien n'ait été décidé.